# Dąbie (Klonów)
Dąbie – część wsi Klonów w Polsce, położona w województwie małopolskim, w powiecie miechowskim, w gminie Racławice.
W latach 1975–1998 Dąbie położone było w województwie kieleckim.